# Goh Bateelangsen
Goh Bateelangsen är en kulle i Indonesien.   Den ligger i provinsen Aceh, i den västra delen av landet, 1 800 km nordväst om huvudstaden Jakarta. Toppen på Goh Bateelangsen är 253 meter över havet.
Terrängen runt Goh Bateelangsen är huvudsakligen kuperad, men norrut är den platt. Terrängen runt Goh Bateelangsen sluttar norrut.Runt Goh Bateelangsen är det ganska glesbefolkat, med 34 invånare per kvadratkilometer. I omgivningarna runt Goh Bateelangsen växer i huvudsak städsegrön lövskog.